# Флэнаган, Барри
Барри Флэнаган (англ. Barry Flanagan; 11 января 1941, Престатин, Денбишир, Уэльс, Великобритания — 31 августа 2009, Санта-Эулалия-дель-Рио, Ивиса, Балеарские острова, Испания) — британский скульптор, прославившийся бронзовыми скульптурами с изображениями зайцев.

## Биография
Барри Флэнаган родился 11 января 1941 года в Престатине округа Денбишир, Уэльс. Учился в Бирмингемской школе искусств и ремёсел, затем в Сент-Мартинской школе искусства в Лондоне, окончил её в 1966 году и остался преподавать там же.
Большие персональные выставки Флэнагана проходили в Мадриде (1993), Нанте (1994), Брюсселе (1999), Ливерпуле (2000) и Ницце (2002).
Барри Флэнаган скончался 31 августа 2009 года от амиотрофического бокового склероза (болезнь Лу Герига).

## Творчество

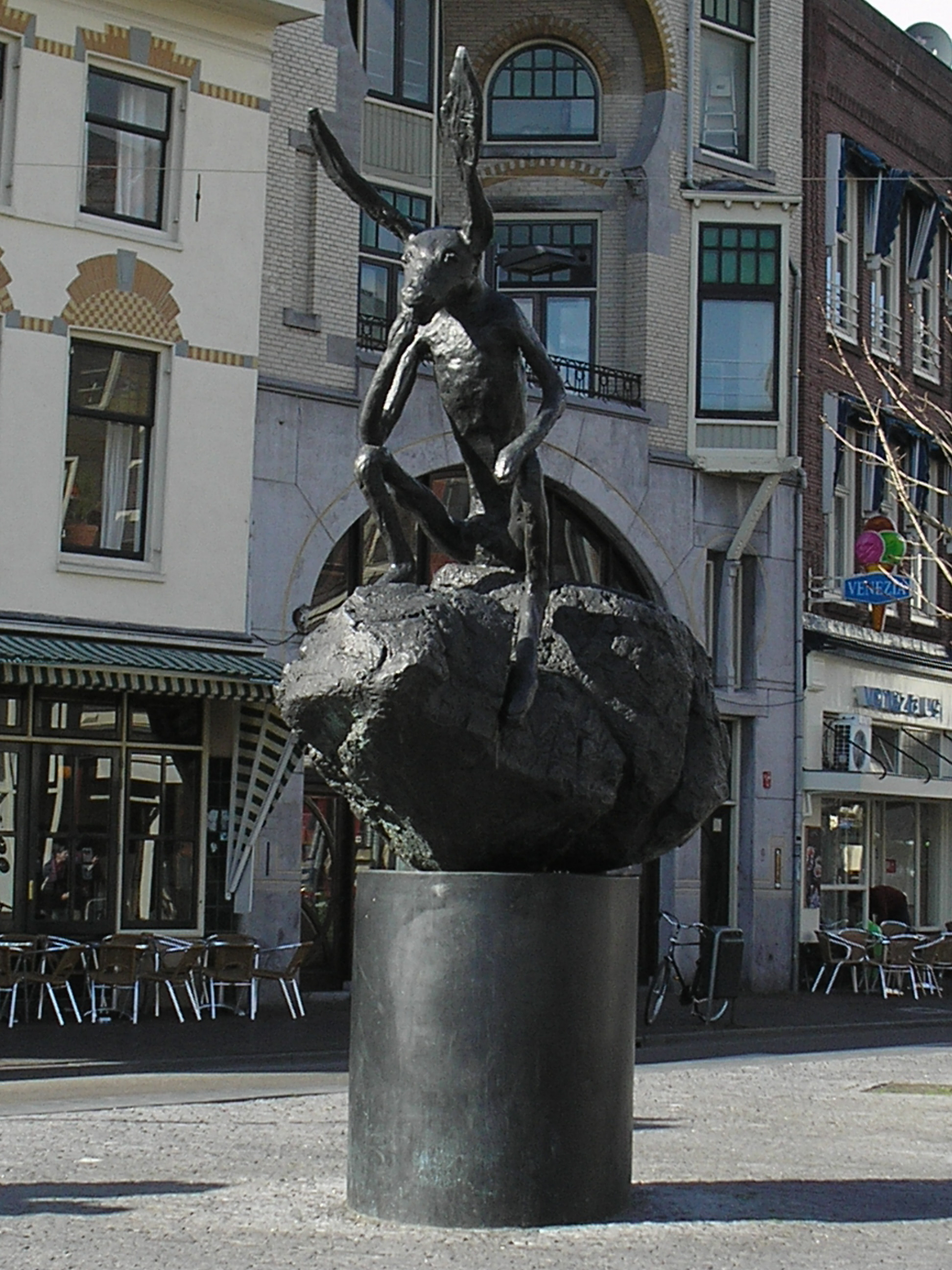
Скульптура зайца, сидящего в позе мыслителя, на улице Утрехта, Нидерланды

Зайцы Флэнагана многократно выставлялись под открытым небом, наиболее представительны были выставки в Нью-Йорке (1995) и Чикаго (1996). Многие зайцы установлены стационарно в качестве городских скульптур; особенной популярностью пользуется «Мыслитель на скале», воспроизводящий позу одной из самых известных скульптур Огюста Родена: получила постоянную прописку на территории университета в Сент-Луисе.